# Diradius nouges
Diradius nouges is een insectensoort uit de familie Teratembiidae, die tot de orde webspinners (Embioptera) behoort. De soort komt voor in Argentinië.
Diradius nouges is voor het eerst wetenschappelijk beschreven door Szumik in 2001.